# 石田善彦
石田 善彦（いしだ よしひこ、1943年 - 2006年10月23日）は、日本の翻訳家。
北海道生まれ、早稲田大学法学部卒業。
音楽雑誌『新譜ジャーナル』のライターとして吉田拓郎や井上陽水、頭脳警察など多くのミュージシャンを取材した。
その後小鷹信光に師事し、英米ミステリの翻訳家となった。札幌市に在住した。日本推理作家協会会員。

## 訳書
- 『死の麻薬ルート : 刑事コジャック4』（ヴィクター・B・ミラー 、早川書房、ハヤカワ・ブックス） 1975
- 『潜入捜査官』（チャールズ・ホワイテッド、小鷹信光共訳、立風書房） 1975
- 『女秘書』（ヘンリイ・ケーン、小鷹信光共訳、立風書房） 1976
- 『ダイナマイト療法』（ヴィクター・B・ミラー 、早川書房） 1976
- 『銃撃!』（ダグラス・フェアベアン、小鷹信光共訳、早川書房、ハヤカワ・ノヴェルズ） 1977
- 『悪党パーカー / 殺人遊園地』（リチャード・スターク 、早川書房、世界ミステリシリーズ） 1977
- 『シスコの熱い夜』（メアリ・サティヴァ 、富士見書房、富士見ロマン文庫） 1977
- 『黒い国から来た女』（リチャード・スターク 、早川書房、世界ミステリシリーズ） 1978
- 『ホワイト・バッファロー』（リチャード・セイル、角川書店） 1978
- 『モーテル殺人事件』（J・J・サヴェージ、富士見書房、富士見ロマン文庫） 1978
- 『クレイトスの巨大生物 : コンラッド消耗部隊』（リチャード・エイヴァリー、東京創元社、創元推理文庫） 1980
- 『ゼロスの戦争ゲーム : コンラッド消耗部隊』（リチャード・エイヴァリー、東京創元社、創元推理文庫） 1980
- 『ボギー』（ナサニエル・ベンチリー、晶文社） 1980
- 『ナッシュヴィルの殺し屋』（ジェイムズ・パタースン、早川書房、Hayakawa novels） 1980
- 『宇宙の傭兵たち』（ジェリー・パーネル、東京創元社、創元推理文庫） 1981
- 『アララットの死闘』（ジェリー・パーネル、東京創元社、創元推理文庫） 1982
- 『わたしは女子大生』（メアリ・サティヴァ、富士見書房、富士見ロマン文庫） 1982
- 『ラブ・ハンター』（J・J・サヴェージ、富士見書房、富士見ロマン文庫） 1982
- 『黄金を紡ぐ女 』（エド・マクベイン、早川書房、世界ミステリシリーズ） 1983、のちハヤカワ・ミステリ文庫 1989：ホープ弁護士シリーズ
- 『美女と野獣』（エド・マクベイン、早川書房、世界ミステリシリーズ) 1984、のちハヤカワ・ミステリ文庫 1990：ホープ弁護士シリーズ
- 『オールド・ディック』（L・A・モース、早川書房、ハヤカワ・ミステリ文庫） 1983
- 『大いなる冒険』（ミッキー・スピレーン、晶文社、ヤング・アダルトY・A図書館） 1983
- 『ビッグ・ボスは俺が殺る』（L・A・モース、早川書房、ハヤカワ・ミステリ文庫） 1984
- 『殺しのデュエット』（エリオット・ウェスト、河出書房新社、アメリカン・ハードボイルド9) 1984、のち河出文庫 1988
- 『大帆船タイガー号の謎』（ミッキー・スピレーン、晶文社、ヤング・アダルトY・A図書館） 1984
- 『灰色の栄光』（ジョン・エヴァンス、河出書房新社、アメリカン・ハードボイルド4） 1985、のち河出文庫 1988
- 『トリプルX』（L・A・モース、早川書房、ハヤカワ・ミステリ文庫） 1986
- 『最終楽章』（トム・トーパー、サンケイ出版、サンケイ文庫、海外ノベルス・シリーズ） 1986
- 『L.A.で蝶が死ぬ時』（ロバート・キャンベル、二見書房、二見文庫、ザ・ミステリ・コレクション） 1987
- 『眠れる犬』（ディック・ロクティ、サンケイ出版、サンケイ文庫、海外ノベルス・シリーズ） 1987、のち扶桑社、扶桑社ミステリー 1988
- 『灰は灰に』（ドン・ペンドルトン 、早川書房、ハヤカワ・ミステリ文庫) 1987
- 『ドラゴンの棲む川』（デイヴィッド・R・ウォレス、早川書房、Hayakawa novels） 1987
- 『ディフェンスをすり抜けろ』（リチャード・ローゼン、早川書房、ハヤカワ・ミステリ文庫） 1988
- 『残されたネガフィルム』（ダラス・マーフィー、新潮社、新潮文庫） 1988
- 『ダブル・エージェント : 英国情報部二重スパイの回想』（ジョン・モー、河出書房新社） 1989
- 『眼と眼が』（ドン・ペンドルトン、早川書房、ハヤカワ・ミステリ文庫） 1989
- 『ダン・カーニー探偵事務所』（ジョー・ゴアズ、新潮社、新潮文庫） 1990
- 『死人の街』（ロバート・キャンベル、二見書房、二見文庫、ザ・ミステリ・コレクション) 1990
- 『笑う犬』上・下（ディック・ロクティ、扶桑社、扶桑社ミステリー） 1991
- 『夢を見るかもしれない』（ロバート・B・パーカー、早川書房、Hayakawa novels） 1992
- 『大いなる時』上・下（マーセル・モンテシーノ、新潮社、新潮文庫） 1992
- 『ドリーム・ライク・マイン』（M・T・ケリー、文芸春秋） 1993
- 『極北の夢』（バリー・ロペス、草思社） 1993
- 『クロスキラー』上・下（マーセル・モンテシーノ、新潮社、新潮文庫） 1995
- 『二遊間の恋 : 大リーグ・ドレフュス事件』（ピーター・レフコート、文芸春秋、文春文庫） 1995
- 『ナチュラル・ボーン・キラーズ』（ジョン・オーガスト,ジェーン・ハムシャー、新潮社、新潮文庫） 1995
- 『ぼくがミステリを書くまえ』（デイヴィッド・ボーマン、早川書房、Hayakawa novels） 1996
- 『極北が呼ぶ』上・下（ライオネル・デヴィッドスン、文芸春秋、文春文庫） 1996
- 『メイの天使』（メルヴィン・バージェス、東京創元社） 1997
- 『クーデター』（アレグザンダー・M・グレース、新潮社、新潮文庫） 1997
- 『ラスト・ファミリー』上・下（ジョン・ラムジー・ミラー、講談社、講談社文庫） 1998
- 『ゼロ・アワー』（ジョゼフ・フィンダー、新潮社、新潮文庫） 1998
- 『革服の男』（エドワード・D・ホック、中井京子ほか訳、光文社、光文社文庫、英米短編ミステリー名人選集5） 1999
- 『バーニング・ツリー』（ジョセフ・フィンダー、新潮社、新潮文庫） 2000
- 『終身刑』（アイラ・ゲンバーグ、講談社、講談社文庫） 2001
- 『虜囚の都 : 巴里一九四二』（J・ロバート・ジェインズ、文藝春秋、文春文庫） 2001
- 『名もなきベビーブーマーの一生。』（マーティ・アッシャー、アーティストハウスパブリッシャーズ） 2002
- 『明日なき報酬』（ブラッド・スミス、講談社、講談社文庫） 2002
- 『磔刑の木馬』（J・ロバート・ジェインズ、文藝春秋、文春文庫） 2002
- 『僕はアメリカ人のはずだった』（デイヴィッド・ムラ、柏艪舎） 2003
- 『メソポタミヤの殺人』（アガサ・クリスティー、早川書房、ハヤカワ文庫、クリスティー文庫12） 2003
- 『捕虜収容所の死』（マイケル・ギルバート、東京創元社、創元推理文庫） 2003
- 『万華鏡の迷宮』（J・ロバート・ジェインズ、文藝春秋、文春文庫） 2004
- 『天使の住む山』（レスリー・シュウォーツ、アーティストハウスパブリッシャーズ） 2004
- 『カインの檻』（ハーブ・チャップマン、文藝春秋、文春文庫） 2005
- 『侵入社員』上・下（ジョセフ・フィンダー、新潮社、新潮文庫） 2005
- 『おそらくは夢を』（ロバート・B・パーカー、早川書房、ハヤカワ・ミステリ文庫） 2007
- 『フィリップ・マーロウの事件』（レイモンド・チャンドラー他、稲葉明雄他訳、早川書房、ハヤカワ・ミステリ文庫） 2007
- 『暗殺者の顔』（デイヴィッド・リンジー、柏艪舎） 2008

### ギャビン・ライアル
- 『死者を鞭打て』（ギャビン・ライアル、早川書房、世界ミステリシリーズ） 1980、のちハヤカワ・ミステリ文庫 1991
- 『裏切りの国』（ギャビン・ライアル、早川書房、世界ミステリシリーズ) 1982、のちハヤカワ・ミステリ文庫 1992
- 『スパイの誇り』（ギャビン・ライアル、早川書房、Hayakawa novels） 1999、のち文庫

### ゴードン・R.ディクスン
- 『ドルセイ魂』（ゴードン・R・ディクスン、F・フェルナンデス絵、東京創元社、イラストレイテッドSF!7） 1982
『ドルセイ魂』（ゴードン・R・ディクスン、東京創元社、創元推理文庫） 1984
- 『ドルセイの決断』（ゴードン・R・ディクスン、F・フェルナンデス絵、東京創元社、イラストレイテッドSF8） 1982
『ドルセイの決断』（ゴードン・R・ディクスン、東京創元社、創元推理文庫） 1984
- 『ドルセイ!』（ゴードン・R・ディクスン、東京創元社、創元推理文庫） 1983
- 『ドルセイへの道』（ゴードン・R・ディクスン、東京創元社、創元推理文庫） 1984
- 『兵士よ問うなかれ』（ゴードン・R・ディクスン、東京創元社、創元推理文庫） 1985

### マイクル・Z.リューイン
- 『沈黙のセールスマン』（マイクル・Z・リューイン 、 早川書房、世界ミステリシリーズ、アルバート・サムスン・シリーズ) 1985、のちハヤカワ・ミステリ文庫 1994
- 『消えた女』（マイクル・Z・リューイン、早川書房、世界ミステリシリーズ、アルバート・サムスン・シリーズ） 1986、のちハヤカワ・ミステリ文庫 1994
- 『季節の終り』（マイクル・Z・リューイン、早川書房、ハヤカワ・ミステリ、アルバート・サムスン・シリーズ） 1989、のちハヤカワ・ミステリ文庫 1996
- 『そして赤ん坊が落ちる』（マイクル・Z・リューイン、早川書房、Hayakawa novels） 1990、のちハヤカワ・ミステリ文庫 1997
- 『A型の女』（マイクル・Z・リューイン、早川書房、ハヤカワ・ミステリ文庫） 1991
- 『豹の呼ぶ声』（マイクル・Z・リューイン、早川書房、ハヤカワ・ミステリ、 1993、のちハヤカワ・ミステリ文庫 1998
- 『死の演出者』（ マイクル・Z.リューイン 、 早川書房 1993 (ハヤカワ・ミステリ文庫)
- 『負け犬』（マイクル・Z・リューイン 、早川書房、ハヤカワ・ミステリ) 1995
- 『眼を開く : 私立探偵アルバート・サムスン』（マイクル・Z・リューイン、早川書房、ハヤカワ・ミステリ） 2006